# Trybuna (pismo PRW NiD)
Trybuna – miesięcznik a później kwartalnik wydawany przez Polski Ruch Wolnościowy Niepodległość i Demokracja w Londynie w latach 1946-1992.